# X.400
X.400은 ITU-T가 권장한 항목들의 모임이다. 이 권장 항목들은 메시지 관리 시스템 (MHS, 다시 말해, 전자 우편)을 위한 데이터 통신 네트워크에 대한 표준을 정의하고 있다. X.400이 인터넷 전자 우편을 범용적으로 사용할 수 있게 한 것은 전혀 아니다. 그러나 조직 안에서 사용하였고 전자 우편 제품의 일부이기도 하다.

## 주소 매김
X.400 주소는 다음의 요소를 이루고 있다:
- C (국가 이름)
- ADMD (관리 도메인) - 공용 메일 서비스 제공업체
- PRMD (개인 관리 도메인)
- O (조직 이름)
- OU (조직 장치 이름)
- G (제공된 이름)
- I (이니셜)
- S (성별)

## 같이 보기
- X.500
- 표준화
- 표준화 조직
- 국제 전기 통신 연합
- 국제 전기 표준 회의
- 국제 표준화 기구
- 전자 데이터 교환